# Banca di assicurazione per la vita degli animali bovini

Regolamento della banca di assicurazione per la vita degli animali bovini, 1824 (Milano, Fondazione Mansutti).

La Banca di assicurazione per la vita degli animali bovini è stata una banca di assicurazione italiana, con sede a Venezia.
L'istituzione nasceva per assicurare i bovini colpiti da epidemie contagiose. Il regolamento della banca prevedeva che l'assicurato fosse coperto per un anno dal 1º maggio, con un premio dello 0,75% del valore dell'animale. Il risarcimento era da pagarsi entro quindici giorni dalla notifica del decesso del bovino e con un indennizzo dimezzato se la causa di morte fosse stata diversa dall'epizoozia.
La banca aveva il compito di evitare che gli allevatori nascondessero l'infezione bovina, con agenti in ogni capoluogo di provincia. Nel 1814, infatti, il Ministero dell'Interno del Regno d'Italia aveva emanato un regolamento con l'obiettivo di arginare l'epidemia bovina oltre il Dipartimento del Mincio. Nel 1833 il cavaliere Angelo Petracchi, già fondatore della Società dei compensi vicendevoli pei danni della grandine (liquidata nel 1836) costituì la nuova società commerciale contro le malattie contagiose ed epidemiche dei bovini.